# Dolichopeza (Megistomastix) jenaro
Dolichopeza (Megistomastix) jenaro is een tweevleugelige uit de familie langpootmuggen (Tipulidae). De soort komt voor in het Neotropisch gebied.